# Michael Wälchli
Michael Wälchli (* 15. Februar 1982) ist ein ehemaliger Schweizer Volleyballspieler. Zwischen 2001 und 2008 war er als Volleyballspieler für die Vereine Volley Amriswil, CS Chênois VB und Lausanne UC sowie die Schweizer Nationalmannschaft aktiv. Ein Wechsel zu Volley Näfels scheiterte 2005 an der Transfersumme. Von 2018 bis 2022 war er technischer Geschäftsführer der Aluminium Norf GmbH in Neuss. Seit 2023 ist er der Chief Manufacturing Officer von Novelis Inc.

## Volleyballkarriere

### Vereinskarriere
Grossgeworden im Städtchen Amriswil, debütierte Michael Wälchli im Alter von 18 Jahren in der Nationalliga A der Schweiz und wurde ein Jahr später (2001) Stammspieler. Mit Amriswil erreichte er viermal den Schweizer Cupfinal, holte drei Bronzemedaillen in der Meisterschaft und erreichte 2006 die erste Playoff-Finalteilnahme des Vereins. Nach einer Saison in Genf bei Chênois wechselte Wälchli 2007 nach Lausanne. Er gewann 2008 mit Lausanne UC den Schweizer Cup im Playoff-Final gegen seinen Stammclub Amriswil. Lausanne. Dabei wurde ein 3:0-Rückstand im siebten Spiel der Finalserie in einen 4:3-Sieg gedreht.

### Nationalmannschaft
2001 war Wälchli zum ersten Mal für die Schweizer Nationalmannschaft im Aufgebot und auch gleich Stammspieler. 2005 nahm er für die Schweiz an der Universiade in Izmir teil. Mit der Nationalmannschaft war er auch bei grösseren Achtungserfolgen wie dem Sieg gegen Russland an der Universiade oder demjenigen im Mai 2006 gegen Frankreich dabei. Im Mai 2008 spielte Wälchli gegen Schweden zum letzten Mal für die Schweiz und gab danach seinen Rücktritt von der Nationalmannschaft und vom Spitzensport bekannt.

### Sonstiges
Wälchli gewann die beiden einzigen Best-Libero-Auszeichnungen bei den Swiss Volley Awards in 2005 und 2006. Zudem wurde er zum besten Schweizer Spieler 2008 nominiert. Er hat ausserdem an allen Schweizer Allstar-Spielen während seiner Aktivzeit teilnehmen dürfen. Beim Cupfinal 2006 wurde er als MVP (Most Valuable Player) ausgezeichnet. 2012 trat er nochmals als Student der University of Cambridge im prestigeträchtigen Varsity Spiel gegen Oxford an, wo er die Cambridge Light Blue zum 3:2-Sieg gegen Oxford führte.
Michael Wälchli hat zudem an vier Nachwuchs- bzw. Studenten-Europameisterschaften im Beachvolleyball teilgenommen. Bestes Ergebnis war ein 5. Rang im Jahr 2004.

## Berufliche Karriere
Nach dem Karriereende als Volleyballer 2008 arbeitete Michael Wälchli mehrere Jahre für die Unternehmensberatung McKinsey & Company. 2015 wechselte er dann zu Novelis, dem weltweit führenden Aluminiumrecycler und Walzproduktehersteller, wo er bald die Standorte im Sauerland als Werksleiter übernahm. Von 2018 bis 2022 war Wälchli technischer Geschäftsführer der Aluminium Norf GmbH und kümmert sich insbesondere um die Modernisierung des Unternehmens, insbesondere vor dem Hintergrund der Energiewende. Seit 2023 ist er Chief Manufacturing Officer bei Novelis.
Michael Wälchli engagiert sich zudem für verschiedene NGO und war unter anderem CEO von Aiducation International UK.